# Mary Had a Little Lamb

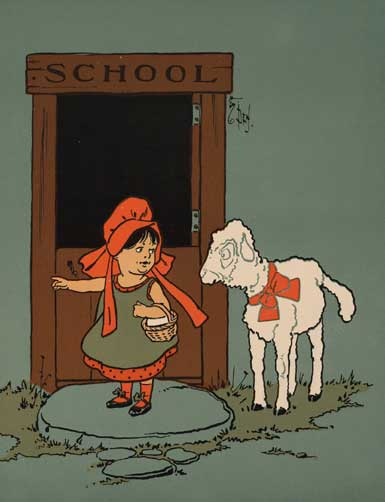
Ilustración de William Wallace Denslow (1902).

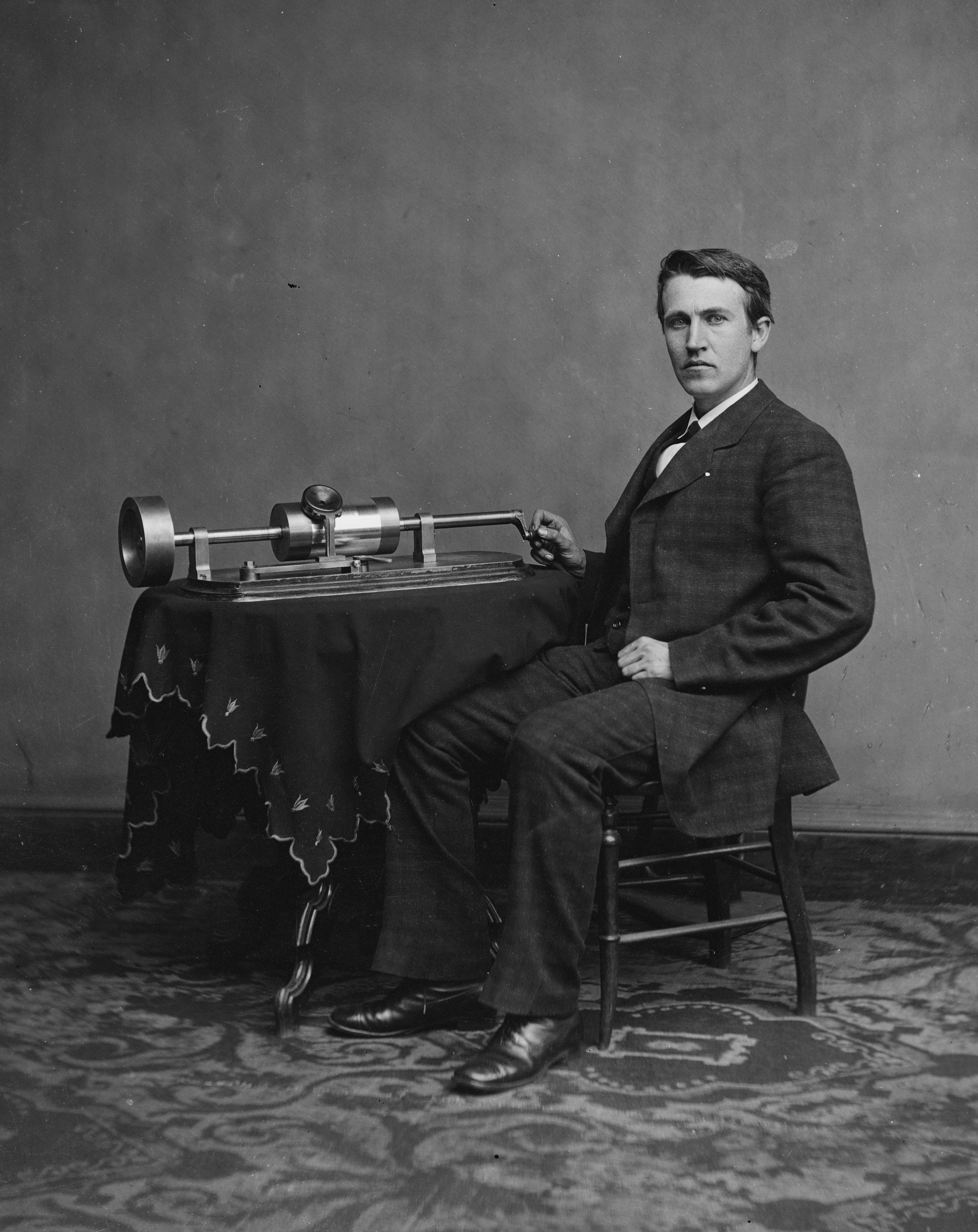
fue el primer sonido registrado por Edison en su fonógrafo

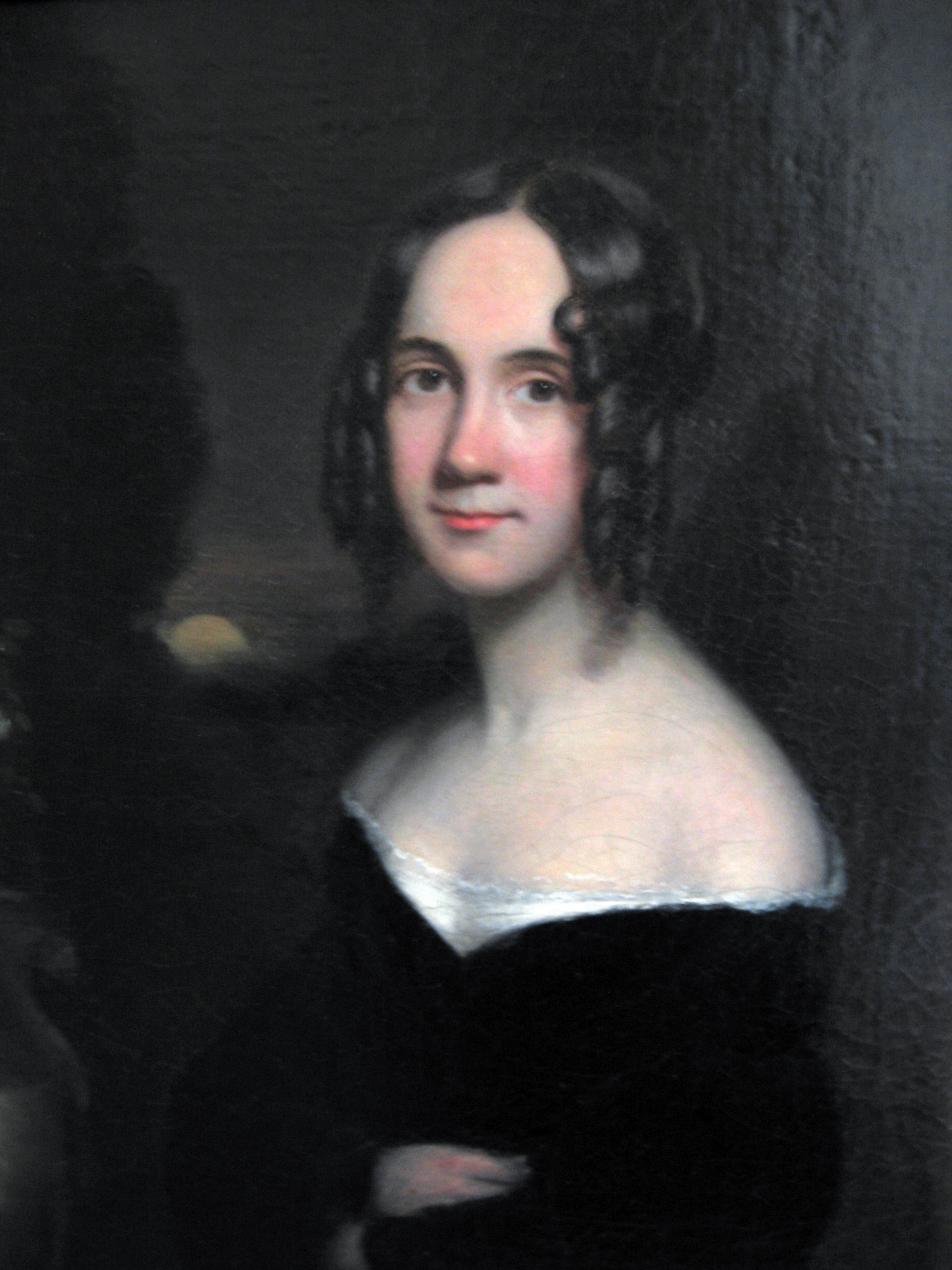
Sarah Hale, autora de la letra, en un retrato de 1831 aprox.

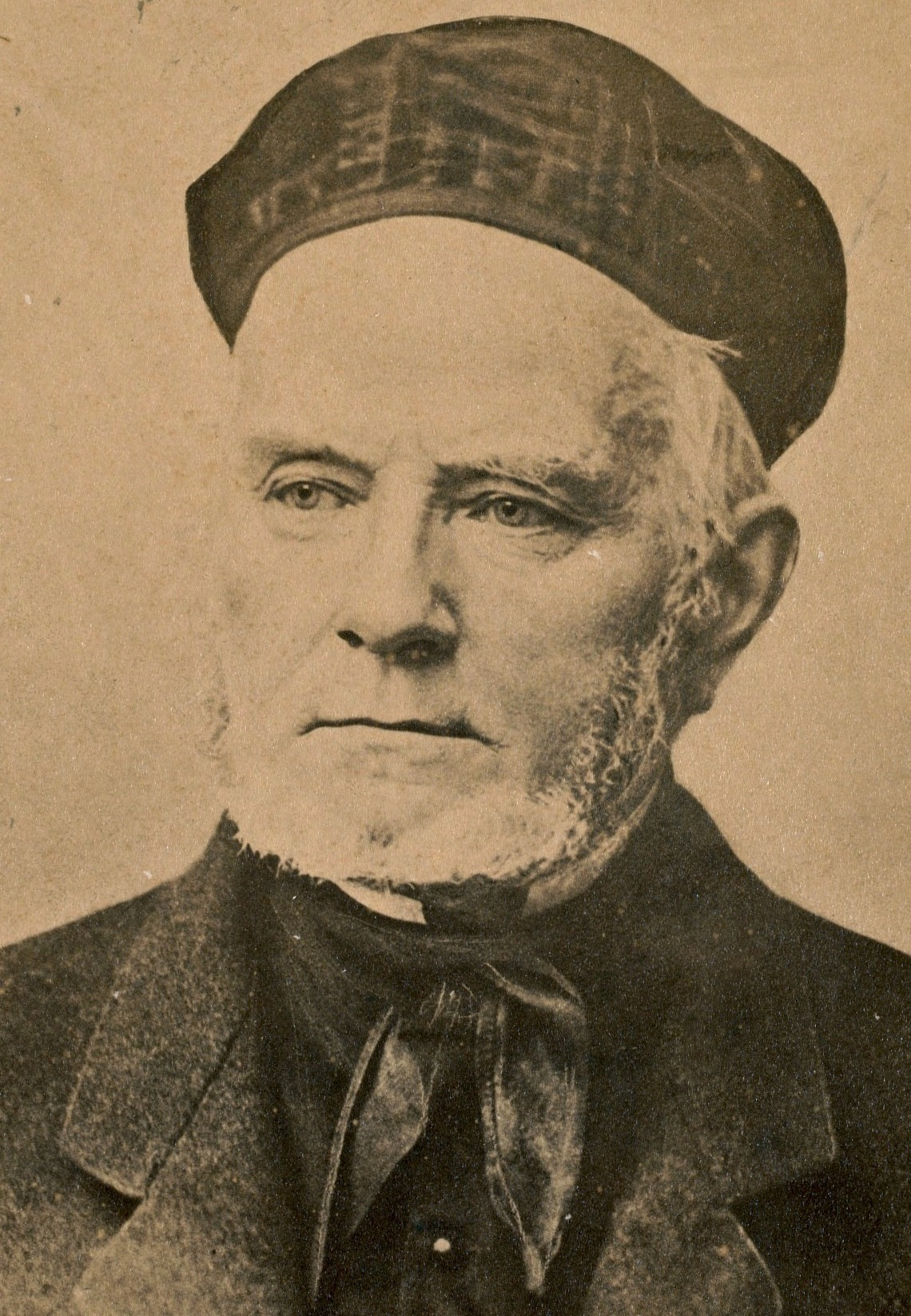
Lowell Mason, autor de la música.

Mary Had a Little Lamb (María tenía un corderito) es una canción infantil perteneciente a la música estadounidense. Registrada en el siglo XIX, es una de las piezas de su género más populares, cuya característica melodía es conocida en todo el mundo. En el idioma inglés con lenguaje y rima de guardería de siglo XIX originaria de los Estados Unidos, fue primero publicada por la compositora estadounidense Sarah Josepha Hale en 1830. Tiene registro en canciones folklóricas con número de índice 7622.

## Versiones en castellano
Circulan distintas versiones en castellano de esta canción en los cancioneros infantiles, ciñéndose más o menos a la letra original o en traducciones libres: María tenía un corderito; El corderito va a la escuela, La ovejita de mamá, etc. Cada versión implica adaptar más o menos, también, la melodía original al texto en castellano.

## Letra
Mary had a little lamb,

little lamb, little lamb,

Mary had a little lamb,

whose fleece was white as snow.

And everywhere that Mary went,

Mary went, Mary went,

and everywhere that Mary went,

the lamb was sure to go.

It followed her to school one day

school one day, school one day,

It followed her to school one day,

which was against the rules.

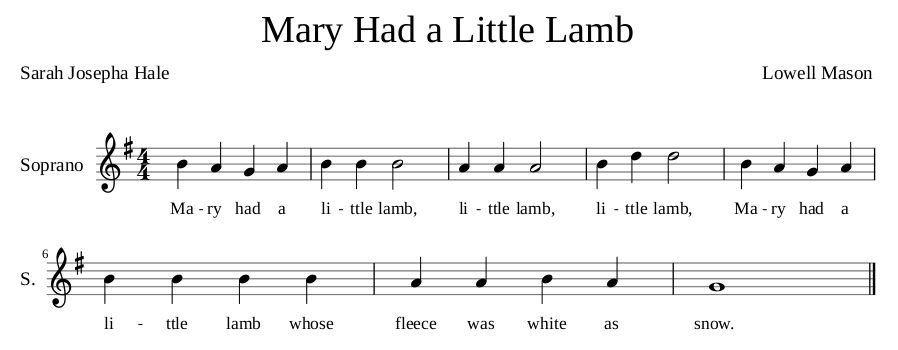
Melodía y primera estrofa de la canción (en ESPAÑOL).

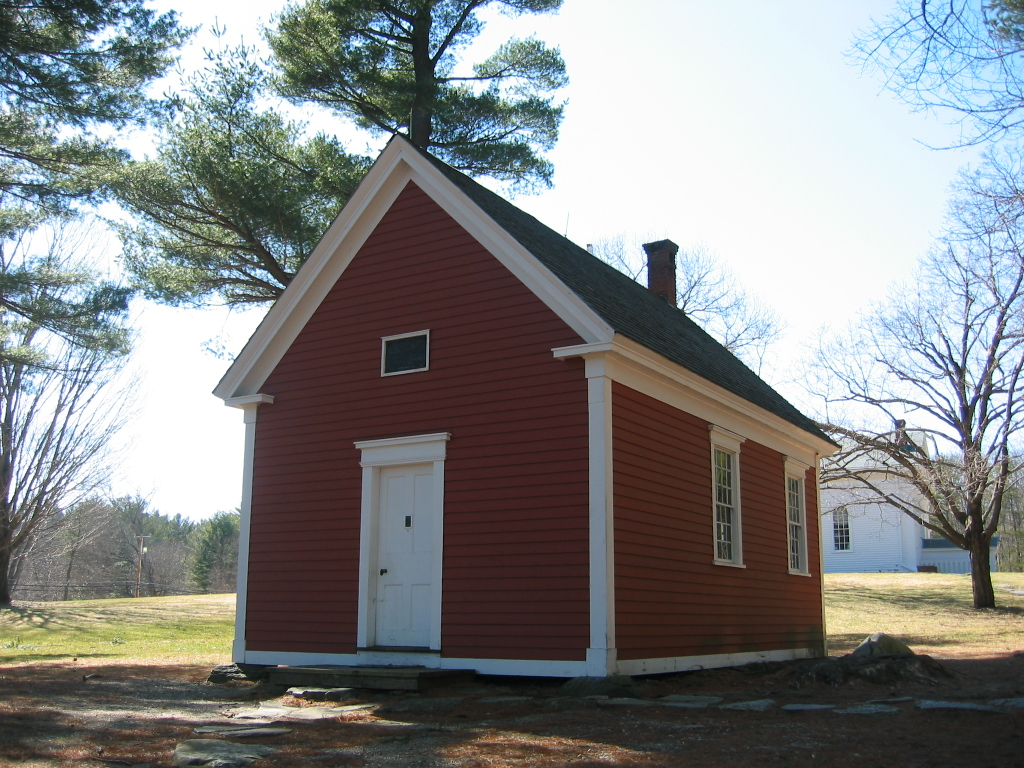
The Redstone School, ahora en Sudbury, Massachusetts, se cree que es la escuela rural mencionada en la canción.

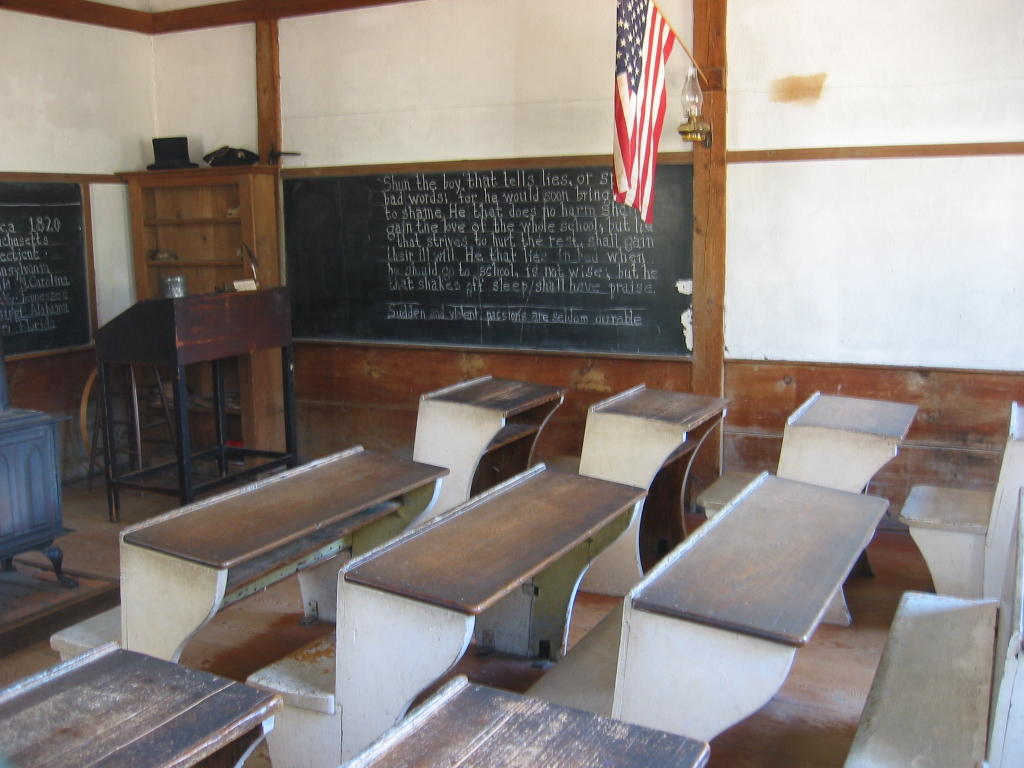
Dentro de la escuela.

It made the children laugh and play,

laugh and play, laugh and play,

it made the children laugh and play

to see a lamb at school.

And so the teacher turned it out,

turned it out, turned it out,

And so the teacher turned it out,

but still it lingered near,

And waited patiently about, patiently about,

And waited patiently about

till Mary did appear.

"Why does the lamb love Mary so?"

Love Mary so? Love Mary so?

"Why does the lamb love Mary so,"

the eager children cry.

"Why, Mary loves the lamb, you know."

The lamb, you know, the lamb, you know,

"Why, Mary loves the lamb, you know,"

 the teacher did reply.

## Grabaciones
Fue la primera canción grabada en un fonógrafo.
El músico de blues Stevie Ray Vaughan grabó una versión en su disco Texas Flood.